# 13 Tage
13 Tage – Die Kubakrise 1962 ist ein kartengesteuertes Brettspiel der Spieleautoren Asger Harding Granerud und Daniel Skjold Pedersen, das ursprünglich 2015 unter dem Namen 13 Days: The Cuban Missile Crisis bei Jolly Roger Games auf Englisch erschien. Das Spiel behandelt die Kubakrise und ist ein reines Zweipersonenspiel, in dem die Spieler die Rollen von John F. Kennedy und Nikita Chruschtschow einnehmen. Beide müssen nicht nur militärisch und politisch umkämpfte Gebiete, sondern auch die öffentliche Meinung für sich gewinnen, ohne die Situation eskalieren zu lassen. Im Oktober 2017 wurde das Spiel bei Frosted Games auf Deutsch veröffentlicht.

## Thema und Ausstattung
Bei 13 Tage – Die Kubakrise 1962 handelt es sich um ein Brettspiel, das die Ereignisse um die 13 Tage andauernde Kubakrise im Oktober 1962 behandelt. Zwei Spieler, von denen einer die Vereinigten Staaten spielt und der andere die UdSSR, spielen gegeneinander. Es gilt, während jeder der drei Runden eine selbstgewählte Agenda zu erfüllen oder aus dessen Handeln die des Gegners zu erkennen, und dadurch Prestige-Punkte zu gewinnen. Um das zu erreichen, benutzen die Spieler Ereigniskarten, die wie bei Gleichgewicht des Schreckens entweder neutral oder einer der beiden Supermächte zugehörig sein können und die entweder als Ereignis ausgespielt werden können, in diesem Fall wird das auf der Karte beschriebene Ereignis schlicht ausgeführt, oder deren Befehlspunkte genutzt werden können, um Einfluss in den relevanten Gebieten zu erlangen. Durch zu viel Einfluss auf der Karte kann auch der Defcon-Status steigen, weswegen immer latent die Gefahr eines verschuldeten Atomkriegs mitschwingt. Wer nach dem Ende von drei Runden mehr Prestigepunkte hat, gewinnt das Spiel, es sei denn, einer der Spieler löst einen Atomkrieg aus. Das Spiel wird in einem Karton geliefert, in dem sich folgender Inhalt befindet:
- 1 Spielbrett
- 39 Ereigniskarten
- 1 Karte „Persönlicher Brief“
- 13 Agendakarten
- 34 USA-/UdSSR-Einflussmarker
- 6 USA-/UdSSR-Agendamarker
- 6 USA-/UdSSR-DEFCON-Marker
- 1 Prestigemarker
- 1 Rundenmarker
- 1 Regelheft

## Spielweise
Das Spielbrett, auf dem neun mögliche Einflussbereiche abgebildet sind, wird in die Mitte des Tisches gelegt. Die neun Bereiche sind in drei Farben gehalten, die jeweils einen der DEFCON-Status beeinflussen. Es gibt einen militärischen in orange, einen politischen in grün und einen für die öffentliche Meinung in violett. Jeder Spieler legt jeweils einen seiner Einflussmarker auf zwei der neun Einflussbereiche, der Amerikaner in der Türkei und Italien, die beide grün sind, der Sowjet im militärischen Kuba-Bereich und in Berlin, die beide orange sind. Außerdem gibt es noch den politischen Kuba-Bereich in grün, den orangen Atlantik-Bereich und drei violette Einflussbereiche, die für verschiedene Bereiche der öffentlichen Meinung stehen.
Das Spiel wird in drei Runden gespielt. Alle drei DEFCON-Status beider Spieler werden also auf die Startstellen gesetzt. Zu Beginn jeder Runde steigt dieser direkt um eins in der acht Felder langen Skala. Danach bekommen beide Mitspieler zunächst drei Agendakarten, die einen Auftrag in einem der neun Einflussbereiche beinhalten, wie etwa in einem Gebiet am Ende der Runde mehr Einfluss zu haben, als der Gegner. Man zeigt dem Gegenspieler an, welche Bereiche für die Agendakarten in Frage kommen, indem man seine drei Agendamarker in die drei in Frage kommenden Bereiche legt und behält anschließend eine der Karten mit dem Ziel dieser Runde. Er versucht im Folgenden dieses Ziel zu erfüllen und außerdem durch das Handeln des Gegners zu erkennen, welches Ziel dieser verfolgt. Der USA-Spieler beginnt zusätzlich mit einer „Persönlichen Brief“-Karte, einer Sonderkarte, die ihm einmalig einen Bonus gewährt. Nachdem er diese ausgespielt hat, erhält der Gegner diesen Brief. Danach bekommt jeder im Anschluss fünf Ereigniskarten, von denen immer eine im Wechsel ausgespielt wird. Ist es eine neutrale Karte oder eine, die ein Ereignis der eigenen Supermacht beinhaltet, kann man sich aussuchen, ob man die Befehlspunkte benutzen möchte, um Einfluss in einem Land zu erhalten oder zu entfernen oder um das Ereignis zu spielen. In dem Fall wird der Ereignistext schlicht ausgeführt. Ist es eine Karte mit einem Ereignis der gegnerischen Supermacht, kann man nur die Kommandopunkte nutzen, der Gegner darf das Ereignis trotzdem spielen. Erhöhe ich meinen Einfluss in einem Bereich, sinkt der zugehörige DEFCON-Status, bis er irgendwann DEFCON 1 erreicht; entferne ich Einflusspunkte sinkt er auch wieder. Auf diese Weise versucht man immer auf dem Spielfeld in den Einflussbereichen präsent zu sein, ohne jedoch einen Atomkrieg auszulösen. Nach dem Ausspielen von vier Karten wird die letzte Karte beider Spieler für eine Schlussabrechnung nach Runde drei zur Seite gelegt. Nun wird geschaut, wer die Bedingungen der Agendakarten erfüllt hat und dafür Prestigepunkte erhält. Wenn man abschätzen konnte, welches Ziel der Gegner verfolgte, ist es möglich auch dessen Punkte zu erhalten. Für die Kontrolle der violetten Einflussbereiche kann man zusätzliche Vorteile erreichen. Danach wird kontrolliert, ob einer der DEFCON-Marker eines Spielers im DEFCON-1-Bereich liegt, oder alle drei eines Spielers im DEFCON-2-Bereich, beides würde einen Atomkrieg auslösen und das Spiel beenden. Schließlich beginnt die nächste Runde.
Nach Ablauf von insgesamt drei Runden, in denen jeder Spieler zwölf Karten ausgespielt hat, werden die sechs zur Seite gelegten Karten als dreizehnter Zug verglichen und daraus nochmal Prestigepunkte generiert. Wer dann mehr Prestigepunkte hat als der Gegner, gewinnt das Spiel.
Die Zahl der Marker ist auf 17 begrenzt, wenn man keine mehr hat, muss man in einem anderen Teil erst welche entnehmen. Die Anzahl der maximalen Prestigepunkte ist ebenfalls auf fünf limitiert.

## Rezensionen und Entwicklung
Das Spiel wurde nach Erscheinen sehr gelobt, da es die Anspannung der Kubakrise überzeugend nahe bringt. Die Spieler stehen von Anfang an unter Druck und müssen Entscheidungen treffen, wobei jede Entscheidung schon fatal enden kann. Hervorgehoben wurde die geringe Spielzeit, da die meisten ähnlichen kartengesteuerten Brettspiele (Konfliktsimulation) weit länger dauern und im Gegensatz zu 13 Tage nicht mal eben so gespielt werden können. Der Erfolg der englischen Version sorgte dafür, dass es schon bald in mehrere Sprachen übersetzt wurde. Nach der englischen Version 2015 bei Jolly Roger Games erschien ein Jahr später eine spanische Version bei Ludonova. Im Oktober 2017 erschien das Spiel zur Spielemesse in Essen bei Frosted Games auf Deutsch, außerdem erschien es auch noch auf Italienisch, Französisch und Chinesisch.
Aufgrund des Erfolgs des Spiels veröffentlichten die Autoren Asger Harding Granerud und Daniel Skjold Pedersen im Jahr 2017 die thematisch verwandten, aber noch kürzeren Spiele 13 Minutes: The Cuban Missile Crisis und Iron Curtain, die 2018 ebenfalls auf Deutsch erscheinen sollen.

## Belege
1. ↑  Rezension bei muwins.ch
2. ↑  Versionen von 13 Days: The Cuban Missile Crisis bei Boardgamegeek.